# Mistrzostwa Europy w Piłce Nożnej 2004 (eliminacje)
W eliminacjach do Mistrzostw Europy w Piłce Nożnej 2004 wzięło udział 50 reprezentacji narodowych. Do mistrzostw kwalifikowały się drużyny, które zajęły pierwsze miejsce w jednej z dziesięciu grup oraz zwycięzcy barażów, które były meczami pomiędzy wicemistrzami grup. Portugalia jako gospodarz mistrzostw została automatycznie zakwalifikowana do finałów.

## Podział na koszyki
Podział został przeprowadzony 25 stycznia 2002 roku. Reprezentacja Francji została zakwalifikowana do pierwszego koszyka jako obrońca tytułu mistrza. Pozostałe reprezentacje zostały przydzielone do koszyków na podstawie średniej liczbie punktów na mecz podczas kwalifikacji do Mistrzostw Europy w 2000 roku oraz Mistrzostw Świata 2002.
| Koszyk 1                                                                                          | Koszyk 2 | Koszyk 3                                                                                                 | Koszyk 4 | Koszyk 5 |
| ------------------------------------------------------------------------------------------------- | --- | --- | --- | --- |
| - Francja - Szwecja - Hiszpania - Czechy - Niemcy - Irlandia - Rumunia - Włochy - Belgia - Turcja | - Rosja - Serbia i Czarnogóra - Chorwacja - Holandia - Dania - Polska - Anglia - Ukraina - Słowenia - Szkocja | - Norwegia - Austria - Słowacja - Izrael - Szwajcaria - Islandia - Bułgaria - Finlandia - Grecja - Węgry | - Cypr - Bośnia i Hercegowina - Białoruś - Walia - Estonia - Łotwa - Irlandia Północna - Macedonia - Gruzja - Litwa | - Armenia - Albania - Mołdawia - Wyspy Owcze - Azerbejdżan - Liechtenstein - Malta - San Marino - Luksemburg - Andora |

## Grupy
Legenda
Pkt - punkty
M - mecze
Z - zwycięstwa
P - porażki
R - remisy
Br+ - bramki strzelone
Br- - bramki stracone
+/- - różnica bramek

### Grupa A
| Zespół   | Pkt | M | W | R | P | Br+ | Br− | +/− |
| -------- | --- | - | - | - | - | --- | --- | --- |
| Francja  | 24  | 8 | 8 | 0 | 0 | 29  | 2   | +27 |
| Słowenia | 14  | 8 | 4 | 2 | 2 | 15  | 12  | +3  |
| Izrael   | 9   | 8 | 2 | 3 | 3 | 9   | 11  | -2  |
| Cypr     | 8   | 8 | 2 | 2 | 4 | 9   | 18  | -9  |
| Malta    | 1   | 8 | 0 | 1 | 7 | 5   | 24  | -19 |

### Grupa B
| Zespół               | Pkt | M | W | R | P | Br+ | Br− | +/− |
| -------------------- | --- | - | - | - | - | --- | --- | --- |
| Dania                | 15  | 8 | 4 | 3 | 1 | 15  | 9   | +6  |
| Norwegia             | 14  | 8 | 4 | 2 | 2 | 9   | 5   | +4  |
| Rumunia              | 14  | 8 | 4 | 2 | 2 | 21  | 9   | +12 |
| Bośnia i Hercegowina | 13  | 8 | 4 | 1 | 3 | 7   | 8   | -1  |
| Luksemburg           | 0   | 8 | 0 | 0 | 8 | 0   | 21  | -21 |

### Grupa C
| Zespół   | Pkt | M | W | R | P | Br+ | Br− | +/− |
| -------- | --- | - | - | - | - | --- | --- | --- |
| Czechy   | 22  | 8 | 7 | 1 | 0 | 23  | 5   | +18 |
| Holandia | 19  | 8 | 6 | 1 | 1 | 20  | 6   | +14 |
| Austria  | 9   | 8 | 3 | 0 | 5 | 12  | 14  | -2  |
| Mołdawia | 6   | 8 | 2 | 0 | 6 | 5   | 19  | -14 |
| Białoruś | 3   | 8 | 1 | 0 | 7 | 4   | 20  | -16 |

### Grupa D
| Zespół     | Pkt | M | W | R | P | Br+ | Br− | +/− |
| ---------- | --- | - | - | - | - | --- | --- | --- |
| Szwecja    | 17  | 8 | 5 | 2 | 1 | 19  | 3   | +16 |
| Łotwa      | 16  | 8 | 5 | 1 | 2 | 10  | 6   | +4  |
| Polska     | 13  | 8 | 4 | 1 | 3 | 11  | 7   | +4  |
| Węgry      | 11  | 8 | 3 | 2 | 3 | 15  | 9   | +6  |
| San Marino | 0   | 8 | 0 | 0 | 8 | 0   | 30  | -30 |

### Grupa E
| Zespół      | Pkt | M | W | R | P | Br+ | Br− | +/− |
| ----------- | --- | - | - | - | - | --- | --- | --- |
| Niemcy      | 18  | 8 | 5 | 3 | 0 | 13  | 4   | +9  |
| Szkocja     | 14  | 8 | 4 | 2 | 2 | 12  | 8   | +4  |
| Islandia    | 13  | 8 | 4 | 1 | 3 | 11  | 9   | +2  |
| Litwa       | 10  | 8 | 3 | 1 | 4 | 7   | 11  | -4  |
| Wyspy Owcze | 1   | 8 | 0 | 1 | 7 | 7   | 18  | -11 |

### Grupa F
| Zespół            | Pkt | M | W | R | P | Br+ | Br− | +/− |
| ----------------- | --- | - | - | - | - | --- | --- | --- |
| Grecja            | 18  | 8 | 6 | 0 | 2 | 8   | 4   | +4  |
| Hiszpania         | 17  | 8 | 5 | 2 | 1 | 16  | 4   | +12 |
| Ukraina           | 10  | 8 | 2 | 4 | 2 | 11  | 10  | +1  |
| Armenia           | 7   | 8 | 2 | 1 | 5 | 7   | 16  | -9  |
| Irlandia Północna | 3   | 8 | 0 | 3 | 5 | 0   | 8   | -8  |

### Grupa G
| Zespół        | Pkt | M | W | R | P | Br+ | Br− | +/− |
| ------------- | --- | - | - | - | - | --- | --- | --- |
| Anglia        | 20  | 8 | 6 | 2 | 0 | 14  | 5   | +9  |
| Turcja        | 19  | 8 | 6 | 1 | 1 | 17  | 5   | +12 |
| Słowacja      | 10  | 8 | 3 | 1 | 4 | 11  | 9   | +2  |
| Macedonia     | 6   | 8 | 1 | 3 | 4 | 11  | 14  | -3  |
| Liechtenstein | 1   | 8 | 0 | 1 | 7 | 2   | 22  | -20 |

### Grupa H
| Zespół    | Pkt | M | W | R | P | Br+ | Br− | +/− |
| --------- | --- | - | - | - | - | --- | --- | --- |
| Bułgaria  | 17  | 8 | 5 | 2 | 1 | 13  | 4   | +9  |
| Chorwacja | 16  | 8 | 5 | 1 | 2 | 12  | 4   | +8  |
| Belgia    | 16  | 8 | 5 | 1 | 2 | 11  | 9   | +2  |
| Estonia   | 8   | 8 | 2 | 2 | 4 | 4   | 6   | -2  |
| Andora    | 0   | 8 | 0 | 0 | 8 | 1   | 18  | -17 |

### Grupa I
| Zespół              | Pkt | M | W | R | P | Br+ | Br− | +/− |
| ------------------- | --- | - | - | - | - | --- | --- | --- |
| Włochy              | 17  | 8 | 5 | 2 | 1 | 17  | 4   | +13 |
| Walia               | 13  | 8 | 4 | 1 | 3 | 13  | 10  | +3  |
| Serbia i Czarnogóra | 12  | 8 | 3 | 3 | 2 | 11  | 11  | 0   |
| Finlandia           | 10  | 8 | 3 | 1 | 4 | 9   | 10  | -1  |
| Azerbejdżan         | 4   | 8 | 1 | 1 | 6 | 5   | 20  | -15 |

### Grupa J
| Zespół     | Pkt | M | W | R | P | Br+ | Br− | +/− |
| ---------- | --- | - | - | - | - | --- | --- | --- |
| Szwajcaria | 15  | 8 | 4 | 3 | 1 | 15  | 11  | +4  |
| Rosja      | 14  | 8 | 4 | 2 | 2 | 19  | 12  | +7  |
| Irlandia   | 11  | 8 | 3 | 2 | 3 | 10  | 11  | -1  |
| Albania    | 8   | 8 | 2 | 2 | 4 | 11  | 15  | -4  |
| Gruzja     | 7   | 8 | 2 | 1 | 5 | 8   | 14  | -6  |

## Baraże
| Drużyna 1                            | Wynik dwumeczu | Drużyna 2 | Pierwszy mecz | Drugi mecz |
| ------------------------------------ | -------------- | --------- | ------------- | ---------- |
| Szkocja                              | 1:6            | Holandia  | 1:0           | 0:6        |
| Chorwacja                            | 2:1            | Słowenia  | 1:1           | 1:0        |
| Rosja                                | 1:0            | Walia     | 0:0           | 1:0        |
| Łotwa                                | 3:2            | Turcja    | 1:0           | 2:2        |
| Hiszpania                            | 5:1            | Norwegia  | 2:1           | 3:0        |
| Po lewej gospodarz pierwszego meczu. |                |           |               |            |

## Zakwalifikowane zespoły
| Drużyna    | Zakwalifikowana jako | Liczba występów w ME                               | Najlepszy wynik w ME           |
| ---------- | -------------------- | -------------------------------------------------- | ------------------------------ |
| Portugalia | gospodarz            | 3 (1984, 1996, 2000)                               | Półfinał (1984, 2000)          |
| Francja    | zwycięzca grupy A    | 5 (1960, 1984, 1992, 1996, 2000)                   | Mistrzostwo (1984, 2000)       |
| Dania      | zwycięzca grupy B    | 6 (1984, 1988, 1992, 1996, 2000)                   | Mistrzostwo (1992)             |
| Czechy     | zwycięzca grupy C    | 2 (1996, 2000)                                     | II miejsce (1996)              |
| Szwecja    | zwycięzca grupy D    | 2 (1992, 2000)                                     | III/IV miejsce (1992)          |
| Niemcy     | zwycięzca grupy E    | 8 (1972, 1976, 1980, 1984, 1988, 1992, 1996, 2000) | Mistrzostwo (1972, 1980, 1996) |
| Grecja     | zwycięzca grupy F    | 1 (1980)                                           | Faza grupowa (1980)            |
| Anglia     | zwycięzca grupy G    | 6 (1968, 1980, 1988 1992, 1996, 2000)              | III (1968)                     |
| Bułgaria   | zwycięzca grupy H    | 1 (1996)                                           | Faza grupowa (1996)            |
| Włochy     | zwycięzca grupy I    | 5 (1968, 1980, 1988, 1996, 2000)                   | Mistrzostwo (1968)             |
| Szwajcaria | zwycięzca grupy J    | 1 (1996)                                           | Faza grupowa (1996)            |
| Holandia   | awans - baraż 1      | 6 (1976, 1980, 1988, 1992, 1996, 2000)             | Mistrzostwo (1988)             |
| Chorwacja  | awans - baraż 2      | 1 (1996)                                           | Ćwierćfinał (1996)             |
| Rosja      | awans - baraż 3      | 1 (1996)                                           | Faza grupowa (1996)            |
| Łotwa      | awans - baraż 4      | debiutant                                          | debiutant                      |
| Hiszpania  | awans - baraż 5      | 6 (1964, 1980, 1984, 1988, 1996, 2000)             | Mistrzostwo (1964)             |

## Najlepsi strzelcy
9 goli
- Ermin Šiljak

7 goli
- Raúl González Blanco

6 goli
- Thierry Henry
- Filippo Inzaghi
- Jan Koller
- David Trezeguet
- Māris Verpakovskis
- Sylvain Wiltord

5 goli
- Marcus Allbäck
- David Beckham
- Dimityr Berbatow
- Alessandro Del Piero
- Alexander Frei
- Eiður Guðjohnsen
- Michael Owen
- Wesley Sonck
- Jon Dahl Tomasson
- Ruud van Nistelrooy